# Marcello Zanfagna
Marcello Zanfagna (Napoli, 16 agosto 1922 – Capri, 15 agosto 1984) è stato un politico italiano.
Napoletano, deputato dal 1979 dopo essere stato consigliere comunale e regionale, Zanfagna era vice-presidente del Msi, membro della segreteria nazionale, responsabile del settore Mezzogiorno. Alla Camera faceva parte della commissione interni. Morì d'infarto il giorno di Ferragosto a Capri. Alla Camera dei deputati venne sostituito da Michele Florino.